# Мистер Гоби
Мистер Гоби (англ. Mr. Gobi) — персонаж ряда произведений английской писательницы Агаты Кристи, управляющий частной детективной службы, оказывающей услуги по поиску информации для богатых клиентов, в частности для Эркюля Пуаро. Его деятельность распространяется не только на Британию, но и на другие страны. Впервые выведен в главе «Полезный джентльмен» романа «Тайна „Голубого поезда“» (1928), а в последний раз фигурирует в последнем по дате написания детективе про Пуаро — «Слоны умеют помнить» (1972). В книге «После похорон» (1953) сообщается, что Гоби фактически отошёл от дел, но продолжал помогать своим наиболее избранным заказчикам, среди которых был, в частности, бельгийский сыщик.   
В романах представлен как пожилой невысокий, худой мужчина, с морщинистой кожей, невзрачно одетый. Обладает неприметной внешностью, что помогает ему в профессиональной деятельности. В этом отношении историк Арсений Богатырёв отмечал, что английское слово goby означает также маленьких рыбок. Некоторые исследователи выводят фамилию персонажа из словосочетания go-between private investigator (помощник частного детектива).
Гоби был давним знакомым Пуаро начиная с расследований 1928 года. Оригинальной особенностью характера является то, что при разговоре он не смотрит на собеседника, выбирая какой-либо неодушевлённый предмет (камин, часы, лампа и т. д.) и устремляя на него взор. Исследователи творчества Кристи отмечают его высокие профессиональные качества. Так, Расселл Фицгиббон в работе «The Agatha Christie Companion» характеризует его как «высокоэффективного» детектива, а Джеймс Зембой в «The Detective Novels of Agatha Christie: A Reader's Guide» называет — «детективом детективов». В «После похорон» Кристи описывает род его занятий следующим образом:
Мистер Гоби был знаменит сверхъестественным умением добывать информацию и, что самое главное, делать это непостижимо быстро. Про него мало кто знал и его услугами пользовались лишь немногие. Как правило, это были весьма состоятельные особы, ибо услуги мистера Гоби стоили очень дорого. По мановению его руки сотни терпеливых людей, мужчины и женщины, молодые и старые, из самых различных слоёв общества, отправлялись в сотни разных мест, проникали куда угодно, выспрашивали, вынюхивали и в конце концов узнавали то, что им было поручено узнать.
Несмотря на то, что число его сотрудников («ноги», как он их называет) ограничено ему удаётся достигать поразительных результатов в своей сфере. Часто сетует на то, что профессиональные качества его подчинённых падают, в чём винит результаты политики правительства, в частности образовательной.
Мистер Гоби фигурирует в следующих произведениях Кристи:
- «Тайна „Голубого поезда“» (1928)
- «После похорон» (1953)
- «Третья девушка» (1966)
- «Вечеринка в Хэллоуин» (1969)
- «Слоны умеют помнить» (1972)